# 国道380号

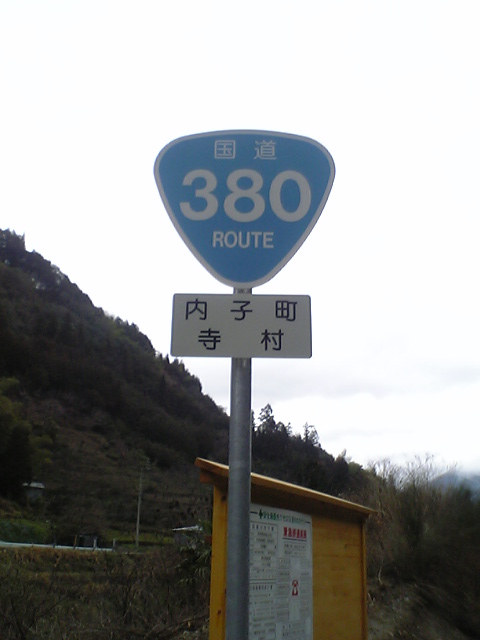
国道380号の標識
撮影場所・愛媛県喜多郡内子町寺村

国道380号（こくどう380ごう）は、愛媛県八幡浜市から上浮穴郡久万高原町に至る一般国道である。

## 概要
愛媛県内で完結する国道で、県西部の佐田岬の付け根に位置し、宇和海に面する八幡浜市の中心市街の国道197号と国道378号交点である江戸岡交差点を起点に、県域の中央部を東西に横断して、四国山地の山間部にある上浮穴郡久万高原町で国道33号（落合交差点）と結ばれる延長約65 kmの一般国道の路線で、主な通過地は、大洲市、喜多郡内子町内子、同町大瀬東である。路線の約3分の2に相当する起点・八幡浜市 - 喜多郡内子町大瀬東間は、他路線である国道197号・国道56号・国道379号と重用しており、木田郡内子町大瀬東 - 終点・上浮穴郡久万高原町の真弓峠を越える実延長20.9 km区間が単独区間である。

### 路線データ
一般国道の路線を指定する政令に基づく起終点および重要な経過地は次のとおり。
- 起点：八幡浜市（江戸岡交差点 = 国道197号上、国道378号交点、愛媛県道27号八幡浜港線終点）
- 終点：愛媛県上浮穴郡久万町[注釈 3]（落合交差点 = 国道33号交点）
- 重要な経過地：大洲市、愛媛県喜多郡内子町、同県上浮穴郡小田町[注釈 4]
- 総延長 : 65.2 km（重用延長を含む。）[1][注釈 1]
- 重用延長 : 44.3 km[1][注釈 1]
- 未供用延長 : なし[1][注釈 1]
- 実延長 : 20.9 km[1][注釈 1]
  - 現道 : 20.9 km[1][注釈 1]
  - 旧道 : なし[1][注釈 1]
  - 新道 : なし[1][注釈 1]
- 指定区間：国道56号と重複する区間（大洲市北只 - 喜多郡内子町内子）[3]

## 歴史
- 1975年（昭和50年）4月1日 - 一般国道380号（八幡浜市 - 愛媛県上浮穴郡久万町[注釈 3]）として指定。
- 2013年（平成25年）3月24日 - 寺村バイパス（約0.5 km）全線開通[4]。

## 路線状況
喜多郡内子町と上浮穴郡久万高原町の境の真弓峠の小田側がつづら折りの難所で、幅員も狭いが、順次改良が進められている。久万高原町側はほとんど改良され、急カーブも少ない。

### バイパス
- 内子東バイパス
- 小田バイパス
- 寺村バイパス - 喜多郡内子町吉野川 - 日野川間4.9 km

2013年（平成25年）3月24日バイパス起点から水元橋までの喜多郡内子町吉野川 - 寺村間約0.5 kmが供用し、全通した。

### 重複区間
- 国道378号（八幡浜市江戸岡1丁目・江戸岡交差点（起点） - 八幡浜市保内町宮内）
- 国道197号（八幡浜市江戸岡1丁目・江戸岡交差点（起点） - 大洲市中村）
- 国道56号（大洲市北只 - 喜多郡内子町内子）
- 国道379号（喜多郡内子町内子 - 喜多郡内子町大瀬東）

### 道路施設

#### 橋梁
- 白尾橋（千丈川、八幡浜市、国道197号重複区間内）
- 坂田橋（滝の宮川、大洲市、国道197号重複区間内）
- 肱川橋（肱川、大洲市、国道56号重複区間内）
- 十夜ケ橋（都谷川、大洲市、国道56号重複区間内）
- 内子橋（中山川、喜多郡内子町、国道379号重複区間内）

#### トンネル
- 夜昼トンネル：延長2,141 m、1971年（昭和46年）竣工、八幡浜市 - 大洲市（国道197号重複区間内）
- 大洲西トンネル：延長1,088 m、1981年（昭和56年）竣工、大洲市（国道197号重複区間内）
- 大洲隧道：延長270 m、1968年（昭和43年）竣工、大洲市（国道56号重複区間内）
- 長岡山トンネル：延長392 m、1988年（昭和63年）竣工、喜多郡内子町（国道379号重複区間内）
- 和田トンネル：延長190 m、1986年（昭和61年）竣工、喜多郡内子町（国道379号重複区間内）
- 柳瀬トンネル：延長348 m、2009年（平成21年）竣工、喜多郡内子町（国道379号重複区間内）
- 梅津トンネル：延長87 m、2007年（平成19年）竣工、喜多郡内子町（国道379号重複区間内）
- 真弓トンネル：延長3710 m、1988年（昭和63年）竣工、喜多郡内子町 - 上浮穴郡久万高原町

#### 道の駅
- 内子フレッシュパークからり（喜多郡内子町、国道379号重複区間内）
- 小田の郷せせらぎ（喜多郡内子町）

## 地理

### 通過する自治体
- 愛媛県
  - 八幡浜市 - 大洲市 - 喜多郡内子町 - 上浮穴郡久万高原町

### 交差する道路
| 交差する道路                                                      | 市町村名 | 市町村名   | 交差する場所   | 交差する場所             |
| ----------------------------------------------------------------- | -------- | ---------- | -------------- | ------------------------ |
| 国道197号 重複区間起点 国道378号 愛媛県道27号八幡浜港線           | 八幡浜市 | 八幡浜市   | 江戸岡1丁目    | 江戸岡交差点 / 起点      |
| 国道197号 / 名坂道路・八幡浜道路                                  | 八幡浜市 | 八幡浜市   | 郷             | 八幡浜東IC               |
| 愛媛県道235号野佐来八幡浜線                                       | 八幡浜市 | 八幡浜市   | 川之内         |                          |
| 愛媛県道259号信里伊予平野停車場線 重複区間起点                    | 大洲市   | 大洲市     | 平野町野田     |                          |
| 愛媛県道259号信里伊予平野停車場線 重複区間終点                    | 大洲市   | 大洲市     | 平野町野田     |                          |
| E56 松山自動車道 / 大洲道路                                       | 大洲市   | 大洲市     | 北只           | 21 大洲北只IC            |
| 国道56号 重複区間起点                                             | 大洲市   | 大洲市     | 北只           |                          |
| E56 松山自動車道 / 大洲道路                                       | 大洲市   | 大洲市     | 北只           | 北只交差点 20 大洲南IC   |
| 国道441号 愛媛県道234号大洲保内線                                 | 大洲市   | 大洲市     | 大洲           | 片原町交差点             |
| 国道197号 重複区間終点 愛媛県道24号大洲長浜線                     | 大洲市   | 大洲市     | 中村           |                          |
| 愛媛県道231号伊予大洲停車場線                                     | 大洲市   | 大洲市     | 若宮           | 大洲駅前交差点           |
| 愛媛県道24号大洲長浜線                                            | 大洲市   | 大洲市     | 東大洲         |                          |
| E56 松山自動車道 / 大洲道路                                       | 大洲市   | 大洲市     | 東大洲         | 十夜ケ橋交差点 16 大洲IC |
| 愛媛県道232号菅田五郎停車場線                                     | 大洲市   | 大洲市     | 新谷（にいや） | 松ケ花交差点             |
| 愛媛県道230号柳沢新谷停車場線                                     | 大洲市   | 大洲市     | 新谷           | 新谷大橋交差点           |
| 愛媛県道56号内子河辺野村線 愛媛県道229号鳥首五十崎線              | 喜多郡   | 内子町     | 五十崎甲       |                          |
| E56 松山自動車道 / 大洲道路                                       | 喜多郡   | 内子町     | 内子           | 15 内子五十崎IC          |
| 愛媛県道244号内子停車場線                                         | 喜多郡   | 内子町     | 内子           | 内子駅前交差点           |
| 愛媛県道32号肱川公園線                                            | 喜多郡   | 内子町     | 内子           | 知清交差点               |
| 国道56号 重複区間終点 国道379号 重複区間起点 愛媛県道54号串内子線 | 喜多郡   | 内子町     | 内子           |                          |
| 愛媛県道242号五百木立山線                                         | 喜多郡   | 内子町     | 五百木         |                          |
| 愛媛県道241号池田中山線 重複区間起点                              | 喜多郡   | 内子町     | 大瀬中央       |                          |
| 愛媛県道241号池田中山線 重複区間終点                              | 喜多郡   | 内子町     | 大瀬中央       |                          |
| 愛媛県道241号池田中山線 重複区間起点 愛媛県道324号大瀬川中線      | 喜多郡   | 内子町     | 大瀬中央       |                          |
| 愛媛県道241号池田中山線 重複区間終点                              | 喜多郡   | 内子町     | 大瀬中央       |                          |
| 国道379号 重複区間終点                                            | 喜多郡   | 内子町     | 大瀬東         |                          |
| 愛媛県道228号坊屋敷小田線                                         | 喜多郡   | 内子町     | 寺村           |                          |
| 愛媛県道55号小田河辺大洲線                                        | 喜多郡   | 内子町     | 寺村           |                          |
| 愛媛県道52号小田柳谷線                                            | 喜多郡   | 内子町     | 小田           |                          |
| 愛媛県道42号久万中山線                                            | 上浮穴郡 | 久万高原町 | 露峰           |                          |
| 国道33号 国道440号 重複                                           | 上浮穴郡 | 久万高原町 | 露峰           | 落合交差点 / 終点        |

### 交差する鉄道
- 予讃線

### 峠
- 夜昼峠（八幡浜市 - 大洲市）
- 真弓峠（喜多郡内子町 - 上浮穴郡久万高原町）